# Locardia Ndandarika

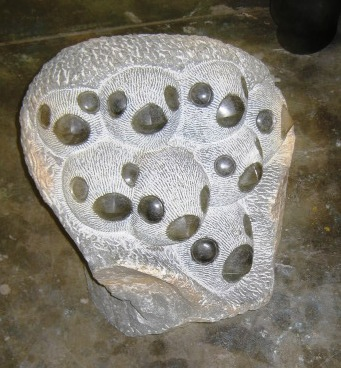
Tự hào của Châu Phi (2005)

Locardia Ndandarika (sinh năm 1945) là một nhà điêu khắc người Zimbabwe.
Một người gốc Bindura, khi còn là một bà gái Ndandarika đã tạo ra các mô hình bằng đất sét bằng phương pháp truyền thống. Năm 1964, bà kết hôn với Joseph Ndandarika, ly dị anh vào năm 1978. Trong cuộc hôn nhân của họ, bà đã học được nhiều hơn về điêu khắc, và sau đó chuyển sang làm việc toàn thời gian. Năm 1986, bà trở thành thành viên của Phòng trưng bày Xưởng; bà cũng được mời làm việc tại bàng viên Điêu khắc Chapungu. Năm 1990, bà được mời tham gia Thế vận hội Khối thịnh vượng chung ở New Zealand.
Ndandarika đã triển lãm và tổ chức các hội thảo tại Hoa Kỳ, Hà Lan, Nam Phi và New Zealand từ năm 1997. Bà là mẹ của Ronnie Dongo và Virginia Ndandarika.